# Ambassade van Argentinië in Suriname
De ambassade van Argentinië in Suriname werd in 2014 geopend en was tussen 2019 tot 2022 vanwege financiële redenen gesloten. In 2022 werd de ambassade heropend aan de Washingtonstraat.

## Geschiedenis
Sinds 1977 onderhouden beide landen diplomatieke betrekkingen. Het duurde echter nog tot november 2013 tot Alicia Beatriz de Hoz als eerste Argentijnse ambassadeur naar Paramaribo afreisde. Op 2 oktober 2014 volgde de officiële opening van de ambassade. De ambassade stond van 2013 tot 2019 aan de Prins Hendrikstraat 6 in Paramaribo.
In het kader van bezuinigingsmaatregelen sloot Argentinië op advies van het Internationaal Monetair Fonds de ambassade in januari 2019. Op 28 november 2021 werd de ambassade heropend, met op dat moment als hoogste vertegenwoordiger de zaakgelastigde Ignacio Rossi Sammartino. In 2022 werd ook een nieuwe locatie betrokken, aan de Washingtonstraat 11 in Beni's Park in Paramaribo.

## Ambassadeur
| Ambassadeur           | start         | vertrek | opmerking                                      |
| --------------------- | ------------- | ------- | ---------------------------------------------- |
| Alicia Beatriz de Hoz | november 2013 | 2017    | Hierna enige tijd geen residerende ambassadeur |
| Emiliano Waiselfisz   | augustus 2024 |         |                                                |